# Sexta Flota de los Estados Unidos
La Sexta Flota de los Estados Unidos (del inglés: United States Sixth Fleet) es la Unidad Operacional de las Fuerzas Navales estadounidenses en Europa y África. Se creó en 1950 y en la actualidad tiene su cuartel general en Nápoles, Italia. Al mando de ella se encuentra el vicealmirante Jeffrey T. Anderson.
Su área de influencia cubre aproximadamente la mitad del océano Atlántico, desde el Polo Norte hasta la Antártida, el mar del Norte, toda la zona mediterránea y casi todo el continente africano. Abarca 105 países con una población combinada de más de mil millones de personas e incluye una masa de tierra que se extiende más de 14 millones de kilómetros cuadrados. El área de responsabilidad cubre más de 20 millones de millas náuticas cuadradas de océano.

## Historia
Los Estados Unidos han mantenido su presencia naval en el Mediterráneo desde los comienzos del siglo XIX, cuando al principio las fuerzas navales estadounidenses se ocupaban de los piratas berberiscos para impedir que estos interfirieran con el tráfico marítimo. El primer escuadrón fue conocido como el Escuadrón Mediterráneo.
En 1946, el presidente Harry S. Truman envió el acorazado USS Missouri al este del Mediterráneo para contrarrestar las amenazas soviéticas hacia Turquía e Irán. En 1946 Estados Unidos desplegó el portaviones USS Franklin D. Roosevelt como muestra del apoyo a Turquía frente a la URSS. En 1948 Estados Unidos creó la VI Flota, inicialmente como un grupo operativo y más tarde, en 1950, ya como unidad orgánica. Su misión era la ejecución de las operaciones marítimas y la cooperación necesaria para apoyar la seguridad y la estabilidad tanto en Europa como en África.
Durante los combates del canal de Suez de 1956 la Sexta Flota evacuó a 2.500 estadounidenses residentes en la zona. En 1958, unidades de la Sexta Flota participaron en la Operación Blue Bat, que tuvo lugar durante la crisis del Líbano de 1958. Los aviones de la US navy operaron sobre Líbano y Jordania y la Infantería de marina de EE. UU. desembarcó en Beirut. Se desplegaron los portaviones USS Saratoga, USS Essex y el USS Wasp  con su escolta (cruceros  USS Des Moines y USS Boston , y dos escuadrones de destructores) . Las fuerzas anfibias (Task Force 62) también tomaron parte. 
En 1966 la URSS creó una flota dedicada al Mediterráneo, la Quinta Escuadra. En 1973 tuvo lugar la guerra de Yom Kipur, y la Sexta Flota confrontó en el Mediterráneo oriental a la flota del Mediterráneo más fuerte que la URSS nunca alcanzó a tener. En la década de 1980 los aviones de la Sexta Flota realizaron misiones de combate en Libia y Líbano. El acorazado New Jersey, asignado a la Sexta Flota, atacó objetivos en Líbano en 1983-84.
En los últimos años unidades de la flota han proporcionado ayuda militar y logística a la OTAN en Kosovo, desde el comienzo de la Operación Fuerza Aliada. También ha participado en las operaciones Shining Hope y Joint Guardian
En marzo de 2011, participó en la en los ataques a Libia, dentro del marco de la Resolución 1973 del Consejo de Seguridad de las Naciones Unidas.

## Organización de la Flota

### Bases
La sexta flota es la Unidad Operacional de las Fuerzas Navales estadounidenses en Europa y África, por ello desde 1950 la base principal y su cuartel general está en Nápoles, Italia. La Sexta Flota opera también desde otras bases navales italianas: La Spezia, Augusta, Taranto, Brindisi, Gaeta
Uno de los puertos importantes usados es la base aeronaval de Rota, usada conjuntamente con la Armada española. Otras bases importantes son la base griega de Suda y la base aérea de Sigonella (Italia). Desde 1957 la base de Sigonella alberga escuadrones de patrulla marítima de la US Navy, siendo el centro neurálgico de las operaciones aéreas de la US Navy en la zona. Durante la guerra fría desde Sigonella se controlaban los movimientos de barcos soviéticos en el Mediterráneo. Actualmente además alberga drones y sirve de hub logístico.

### Unidades
La flota se compone de más de 20.000 militares, aproximadamente 200 aviones, el buque USS Mount Whitney como buque de mando, dos portaaviones, cuatro cruceros, más de diez destructores y cuatro submarinos, entre otras unidades.
- Task Force 60- Es la principal fuerza de batalla de la flota. Su composición varia dependiendo del Grupo de Ataque que tenga designado. La base principal es un portaaviones, su grupo de batalla, y una o dos alas aéreas compuestas por entre 65 y 85 aviones.
- Task Force 61 - Formada por tres buques de asalto anfibio.
- Task Force 62 - Formada por marines de la II Fuerza Expedicionaria de Marines.
- Task force 63 - Compuesta por buques de apoyo logístico.
- Task force 64 - Incluye a la Naval Special Warfare Unit 10, con base en Rota, España.
- Task Force 65 - Formada por el 60.º Escuadrón de Destructores (Destroyer Squadron 60), con base en Gaeta, Italia.
- Task Force 66 - Mando de la Unidad Expedicionaria de Marines y de las unidades asignadas del USEUCOM y del USAFRICOM.
- Task Force 67 -  Compuesta por aviones de patrulla y de reconocimiento con base en tierra.
  - TG-67.1 Aviones de vigilancia y reconocimiento de la Base Aérea de Sigonella.
    - TG-67.1.1 Escuadrón de patrulla.

  - TG-67.2 Aviones de vigilancia y reconocimiento de la Base Naval de Rota.
    - TG-67.2.2 Escuadrón de patrulla.

  - TG-67.3 Escuadrón de patrulla de la Base Naval de Souda Bay Creta.
  - TG-67.4 VQ-2 Aviones de reconocimiento de la Base Naval de Whidbey Island Oak Harbor (Washington).
  - TG-67.8 CROF Base Naval de Souda Bay.
- Task Force 68 -  Es la fuerza de protección de la flota, Se creó el 17 de marzo de 2005 e incluye, personal de los Seabees y equipos antiterroristas (Fleet Antiterrorism Security Team), formados por pelotones del Cuerpo de Marines.
- Task force 66/69 - Formada por submarinos de ataque.

## Buques insignia de la Sexta Flota
- USS Newport News (CA-148)
- USS Salem (CA-13)
- USS Des Moines (CA-134)
- USS Columbus (CA-74)
- USS Northampton (CLC-1)
- USS Springfield (CL-66)
- USS Little Rock (CL-92)
- USS Boston (CA-69)
- USS Springfield (CL-66)
- USS Albany (CA-123)
- USS Coronado (AGF-11)
- USS Belknap (CG-26)
- USS La Salle (AGF-3)
- USS Mount Whitney (LCC-20)